# Emesis lacrines
Emesis lacrines is een vlindersoort uit de familie van de prachtvlinders (Riodinidae), onderfamilie Riodininae.
Emesis lacrines werd in 1870 beschreven door Hewitson.